# 花篮虫科
花篮虫科（学名：Anthocyrtidae）是罩笼虫目下的一个科。

## 下属分类
本科包括以下属：
- 针盔虫属 Acanthocorys
- 花篮虫属 Anthocyrtidium